# پناهندگان در ترکیه
پناهندگان در ترکیه اساساً آرزو دارند خود را به امریکا یا غرب اروپا برسانند به همین جهت اساساً این کشور یک مأمن موقت برای پناه‌جویان است. بسیاری از آنان با ایده نجات خود با قایق‌های کوچک و بزرگ و پذیرش ریسک‌های جانی بالا، به‌صورت قاچاق راهی جزایر یونان می‌شوند تا از آنجا از راه خشکی خود را به اروپای غربی برسانند پناه‌جویان سوری و افغانی بالاترین آمار را در این مجموعه آوارگان به خود اختصاص می‌دهند پناهندگانی از ایران و کشورهای آفریقایی در رتبه‌بندی بعد از آن‌ها قرار می‌گیرند.

## آمار جهانی پناهندگان
بر اساس گزارش کمیساریای پناهندگی سازمان ملل متحد، جنگ و مصائب ناشی از آن باعث افزایش شدید آوارگی مردم در جهان طی سال ۲۰۱۵ میلادی شده‌است، بر اساس همین گزارش تعداد ۶۵٫۳ میلیون نفر تا پایان سال ۲۰۱۵ آواره گردیده‌اند. این رقم تنها دوازده ماه پیش از آن ۵۹٫۵ میلیون نفر بوده‌است. این نخستین بار است که این رقم سقف ۶۰ میلیون را رد می‌کند از این تعداد سوریه با ۶٫۶ میلیون و عراق با ۴٫۴ میلیون جزو بالاترین آمار پناهندگان قرار می‌گیرند و در این زمینه انبوهی هم آواره داخلی در این کشورها وجود دارند، یمن نیز به دلیل جنگ داخلی بالاترین تعداد آوارگان داخلی را دارا می‌باشد. این تعداد ۲٫۵ میلیون نفر است که معادل ۹ درصد کل جمعیت کشور یمن می‌باشد.
در سراسر جهان، ترکیه با میزبانی ۲٫۵ میلیون نفر پناهنده بیشترین سهم میزبانی را داراست. بحران سوریه بیشترین عامل ایجاد این آوارگی‌ها بوده‌است. تا پایان ۲۰۱۵ حداقل ۴٫۹ میلیون نفر از مردم سوریه مجبور به فرار از کشور تحت عنوان پناهنده شدند و ۶٫۶ میلیون نفر هم در داخل سوریه آواره شدند که مجموعاً نیمی از جمعیت کل سوریه را تشکیل می‌دهند. . ناامنی داخلی در عراق هم حدود ۴٫۴ میلیون آواره در داخل کشور و حدود ۲۵۰٬۰۰۰ پناهنده به کشورهای دیگر به وجود آورد. از هر شش پناهنده تحت پوشش کمیساریا یکی از آنان افغانی است (۲٫۷ میلیون)، در داخل آن کشور افغانستان هم حدود ۱٫۲ میلیون نفر آواره وجود دارد. میانمار دومین و بزرگ‌ترین مولد پناهندگان و آوارگان داخلی است (به ترتیب ۴۵۱٬۸۰۰ و ۴۵۱٬۰۰۰). پس از آن پاکستان (۱٫۵ میلیون) و ایران (۹۷۹٬۰۰۰) در رده‌های بعدتر قرار دارند.

## مبنای قانونی پناهندگی در ترکیه
دولت جمهوری ترکیه ازجمله دولت‌های امضاکننده کنوانسیون ۱۹۵۱ (تعیین وضعیت قانونی پناهندگی) و پروتکل ۱۹۶۷ با رعایت محدودیت‌های جغرافیایی است. به این معنی که این دولت، تنها از کشورهای اروپایی پناهنده می‌پذیرد و نه از سایر نقاط دنیا.

## آمار پناهندگان در ترکیه
بر اساس گزارش کمیساریای عالی پناهندگی ملل متحد در سال ۲۰۱۵ میلادی، تعداد یک‌میلیون و ۶۳۳ هزار پناهنده و پناه‌جو در ترکیه ثبت‌نام کرده‌اند و ارزیابی می‌شد تا پایان همان سال ۲۵۰ هزار نفر دیگر به آن افزوده شود. در میان این پناهندگان، اتباع سوری با یک‌میلیون و ۵۰۰ هزار نفر پرتعدادترین جامعه پناهندگی را در ترکیه تشکیل می‌دادند.

## اقدامات اروپا برای جلوگیری از موج پناهجویی
بر مبنای اطلاعات مجله اشپیگل چاپ آلمان، در مارس ۲۰۱۶ میلادی ترکیه و اتحادیه اروپا به توافق رسیده بودند که ترکیه کنترل مرزهای خود را بالاتر ببرد و در برابر آن اتحادیه اروپا هم برای شهروندان ترکیه امتیاز آزادی ویزا را به کار خواهد بست همچنین مذاکره دربارهٔ عضویت ترکیه در اتحادیه اروپا را هم تسریع خواهد نمود.
طبق این توافق اتحادیه اروپا سه میلیارد یورو به ترکیه مشوق سیاسی هم خواهد پرداخت به شرطی که ترکیه مرزهایش را بیشتر کنترل کند و پناه‌جویان را در کشور خود نگه دارد. نخست‌وزیر وقت ترکیه، احمد داووداغلو، دربارهٔ این توافق گفت که این‌یک «روز تاریخی» در روابط ترکیه با اتحادیه اروپا است.
در دسامبر ۲۰۱۶ میلادی، آژانس حفاظت از مرزهای اروپا (فرانکس) به همین منظور تصمیم به کنترل مرزهای یونان و مقدونیه در ژانویه و فوریه سال ۲۰۱۷ میلادی گرفت تا از عبور غیرقانونی پناه‌جویان از این مسیر جلوگیری بیشتری به عمل آورد.
دولت جمهوری ترکیه که در چندین سال اخیر با موجی از پناهجویی روبرو بوده‌است اعلام کرده که از عهده مخارج کمک مستقیم به این پناهندگان برنمی‌آید به همین خاطر دولت مصمم است روی قوانین کاری پناه‌جویان تجدیدنظر به عمل آورد بر همین اساس قرار است قانونی به تصویب برسد که بر مبنای آن پناهندگان بتوانند با کار کردن در داخل ترکیه، بی‌نیاز از کمک دولت برای پناهندگی باشند وزندگی خودشان را تأمین کنند.
کمیساریای عالی پناهندگی سازمان ملل متحد، از توافق اتحادیه اروپا و ترکیه در مورد برگردانیدن پناهندگان به‌صورت دسته‌جمعی به ترکیه ابراز نگرانی کرده بود. ویلیام اسپیندلر، سخنگوی این ارگان بین‌المللی، در گفتگویی با خبرگزاری آناتولی ترکیه در این مورد گفت: «ترکیه در حال حاضر میزبان ۳ میلیون پناه‌جو است. توافق پیش‌بینی‌شده ترکیه و اتحادیه اروپا بر سر بازگرداندن دسته‌جمعی پناه‌جویان به ترکیه، ما را نگران کرده‌است».

## خروج غیرقانونی پناه‌جویان از ترکیه
بر اساس گزارش سازمان بین‌المللی مهاجرت در سال ۲۰۱۵ میلادی تقریباً ۷۲۰ هزار پناه‌جو از طریق سواحل یونان خود را به اروپا رسانیده‌اند که عمده آنان از ترکیه گذشته بودند. انبوهی از این تعداد آوارگانی بوده‌اند که از بحران‌های سوریه و افغانستان فرار کرده و قبل از رسیدن به اروپا مدتی را در اردوگاه‌های ترکیه به‌سر می‌برده‌اند.
ظرف ماه دسامبر ۲۰۱۶ میلادی بیشتر از ۸۰۰ پناه‌جو که صد نفر از آنان متعلق به سوریه بودند از یونان به ترکیه بازگردانده شدند.
یک سند منتشرشده کمیساریای پناهندگان سازمان ملل متحد (UNHCR) در ژانویه ۲۰۱۷ میلادی فاش می‌کند که از بازدیدهای این ارگان سازمان ملل نسبت به رفتار با تعدادی از پناهندگانی که از یونان به ترکیه برگردانیده شده بودند، ممانعت به‌عمل‌آمده‌است.

## پناه‌جویان افغانی در ترکیه
آمار ثبت‌شده‌ای از تعداد پناه‌جویان افغانی ساکن در ترکیه در دست نیست اما بسیاری از پناه‌جویان افغانی از این کشور به‌مثابه گذرگاهی برای رسانیدن خود به اروپا استفاده می‌کنند سازمان‌های حمایت از پناهندگان می‌گویند که با بیرون رفتن نیروهای خارجی از افغانستان و بیشتر شدن ناامنی، شمار پناهجویانی که از این کشور می‌گریزند بالا رفته‌است در سال ۱۳۹۳ خورشیدی تعداد ۵۲ پناه‌جوی افغانی در مقابل دفتر نمایندگی سازمان ملل متحد در آنکارا دست به یک اعتصاب غذای ۱۵ روزه زدند که در اعتراض به عدم توجه به درخواست‌های پناهندگی آنان بود.
در سال ۲۰۱۵ میلادی بیشتر از ۶۳ هزار پناهنده افغانی وارد ترکیه شدند که این تعداد در سال ۲۰۱۴ میلادی کم‌تر از ۱۶ هزار تن بود. بنا به گفته دفتر (ASAM) تعدادی از این افراد مستقیماً از افغانستان به ترکیه آمده و تعدادی از آن‌ها کسانی هستند که موفق به سکونت در جامعه ایران نگردیده و به‌ناچار باواسطه به مجبور به ورود به ترکیه بودند.

## پناه‌جویان سوری در ترکیه
با بالا رفتن بحران در سوریه تعداد آوارگان این کشور نیز افزایش چشمگیری داشته‌است بر اساس آماری در سال ۱۳۹۳ خورشیدی این آمار به رکورد ۳ میلیون نفر رسیده‌است و فقط طی یک سال قبل از آن یک میلیون نفر به جمعیت آوارگان این کشور افزوده شده‌است، ۶٫۵ میلیون سوری هم در درون خاک سوریه آواره شده‌اند که بیش از نیمی از آنان کودک هستند بیشتر این افراد در کشورهای همسایه پناه می‌گیرند مثلاً در لبنان ۱٫۱۴ میلیون نفر، در اردن ۶۰۸۰۰۰ نفر و در ترکیه ۸۱۵۰۰۰ نفر آمار پناهندگان سوری را تشکیل می‌دهند البته دولت‌ها تخمین می‌زنند که صدها هزار سوری دیگر به اشکال دیگری به این کشورها پناه آورده‌اند که در آمارهای رسمی وارد نشده‌است. از این تعداد ۳۸ درصد در سرپناه‌های غیراستاندارد به‌سر می‌برند این تعداد پس از بحران آوارگی فلسطینی‌ها بزرگ‌ترین پروژه آوارگی کمیساریای عالی پناهندگی سازمان ملل متحد در عمر ۶۴ ساله آن است.

## پناه‌جویان ایرانی در ترکیه
داشتن مرز مشترک بین ترکیه و ایران، این کشور را به یکی از نخستین انتخاب‌های پناهندگان ایرانی مبدل ساخته‌است. بر اساس یک آمار در سال ۱۳۹۴ خورشیدی تقریباً ۱۵ هزار پناهنده و پناه‌جوی ایرانی در ترکیه به‌سر می‌برده‌اند بسیاری از آن‌ها این کشور را به‌عنوان مقصدی موقت برای رسیدن به کشورهای اروپای غربی و قاره آمریکا انتخاب کرده‌اند.
به دلیل مشکلاتی که کشورهای پذیرنده پناه‌جو در پذیرش اعضا و هواداران احزاب چپ و گروه‌های کرد ایرانی عنوان می‌کنند روند رسیدگی به این تقاضاها که عمده نفرات پناه‌جوی ایرانی در ترکیه را تشکیل می‌دهد توسط کمیساریای عالی پناهندگان سازمان ملل شعبه ترکیه، طولانی شده‌است و این موضوع شرایط زیستی را برای این پناه‌جویان سخت کرده‌است.
آمار پناهندگان ایرانی در این کشور اندکی کمتر از چهار هزار نفر و آمار پناه‌جویان این کشور با رقم ده هزار و ۲۵۰ نفر، سومین جمعیت بزرگ پناه‌جویان ترکیه را بعد از سوریه و عراق در سال ۲۰۱۵ میلادی تشکیل می‌دهند همین آمار پیش‌بینی دارد که تا انتهای سال ۲۰۱۵ تعداد پناه‌جویان ایرانی در ترکیه به ۱۴ هزار و ۲۵۰ نفر برسد.
بر اساس قانونی که از ماه مه سال ۲۰۱۵ در ترکیه لازم‌الاجرا شد، پناهندگان از ایران پس از معرفی خود به دفتر آسام (سازمان همبستگی با پناه‌جویان و مهاجران) در آنکارا، بایستی خود را به شهر انتخابی این سازمان غیرانتفاعی امدادرسان به پناهندگان، معرفی کنند. آن‌ها پس از استقرار در مکان‌های مشخص‌شده و تعلق شماره تلفن برای تماس، در ارگان مهاجرت آن شهر ثبت می‌شوند و تاریخی برای پیش مصاحبه آنان در نظر گرفته خواهد شد که تاریخ تقریبی این پیش مصاحبه، برای ایرانیان، در محدوده ۱۰ ماه تا دو سال بعد خواهد بود. البته عده‌ای از پناهندگان ایرانی باوجود گرفتن پناهندگی از طرف دفتر کمیساریای عالی پناهندگی ملل متحد، به دلایل نامشخصی تا سالیان منتظر انتقال خود به کشور ثالث در ترکیه به‌سر می‌برند.
در سال ۲۰۱۴ تعدادی از پناه‌جویان کرد ایرانی در مقابل دفتر کمیساریای عالی امور پناهندگان در آنکارا تحصن کردند و نسبت به این روند طولانی اعتراض نشان دادند که نشان‌دهنده شرایط نابرابر پناهندگان در انتقال به کشورهای ثالث را در ترکیه است.
از سال ۲۰۱۴، سهمیه پذیرش پناهندگان ایرانی در ترکیه از طرف کشورهای پناهنده‌پذیر کاهش پیدا کرد و حتی پرونده پناهجویانی که در سال‌های ۲۰۱۳ و ۲۰۱۴ به کشورهای نروژ و فنلاند برای پذیرش فرستاده‌شده بود نیز به کمیساریای عالی امور پناهندگان ترکیه عودت داده شد. استرالیا هم در ژانویه ۲۰۱۵ میلادی اعلام کرد تنها پرونده کسانی را بررسی می‌کند که اقوام درجه‌یک در آن کشور داشته باشند؛ بنابراین در شرایط فعلی تنها کشورهای ایالات‌متحده آمریکا و کانادا پناهندگان ایرانی در ترکیه را می‌پذیرند اما به دلیل محدودیت در پذیرش تعداد تعیین‌شده، شانس این پناهندگان نسبت به قبل به یک‌سوم کاهش پیدا کرده‌است.
به خاطر این شرایط سخت برای پناهندگان احزاب و سازمان‌های سیاسی مخالف جمهوری اسلامی ایران در ترکیه و همچنین طول کشیدن زمان استقرار پناهندگان ایرانی، از ماه مه سال ۲۰۱۵ و هم‌زمان با باز شدن مرز یونان و صدور برگه خروج از سوی این کشور، تعداد بسیاری از پناهندگان ایرانی که شانسی برای انتقال سریع به کشور ثالث نداشتند، با این امکان راهی برای خروج از ترکیه پیدا کردند همچنین استفاده از راه‌های خطرناک و غیرقانونی برای خروج یکی از روش‌هایی است که در ماه‌های پایانی سال ۲۰۱۵ رواج زیادی گرفته بود؛ اما با توجه به بحران پناهندگانی که خود را به اروپا رسانیده بودند، پذیرش از پناهجویانی که از ترکیه آمده بودند در اولویت‌های بعدی قرارگرفته و به نظر می‌رسد که تا چند سال بعد هم برنامه‌ای برای پذیرش آنان در کشورهای اروپایی وجود نداشته باشد.